# Eclipse solar de 5 de dezembro de 2048

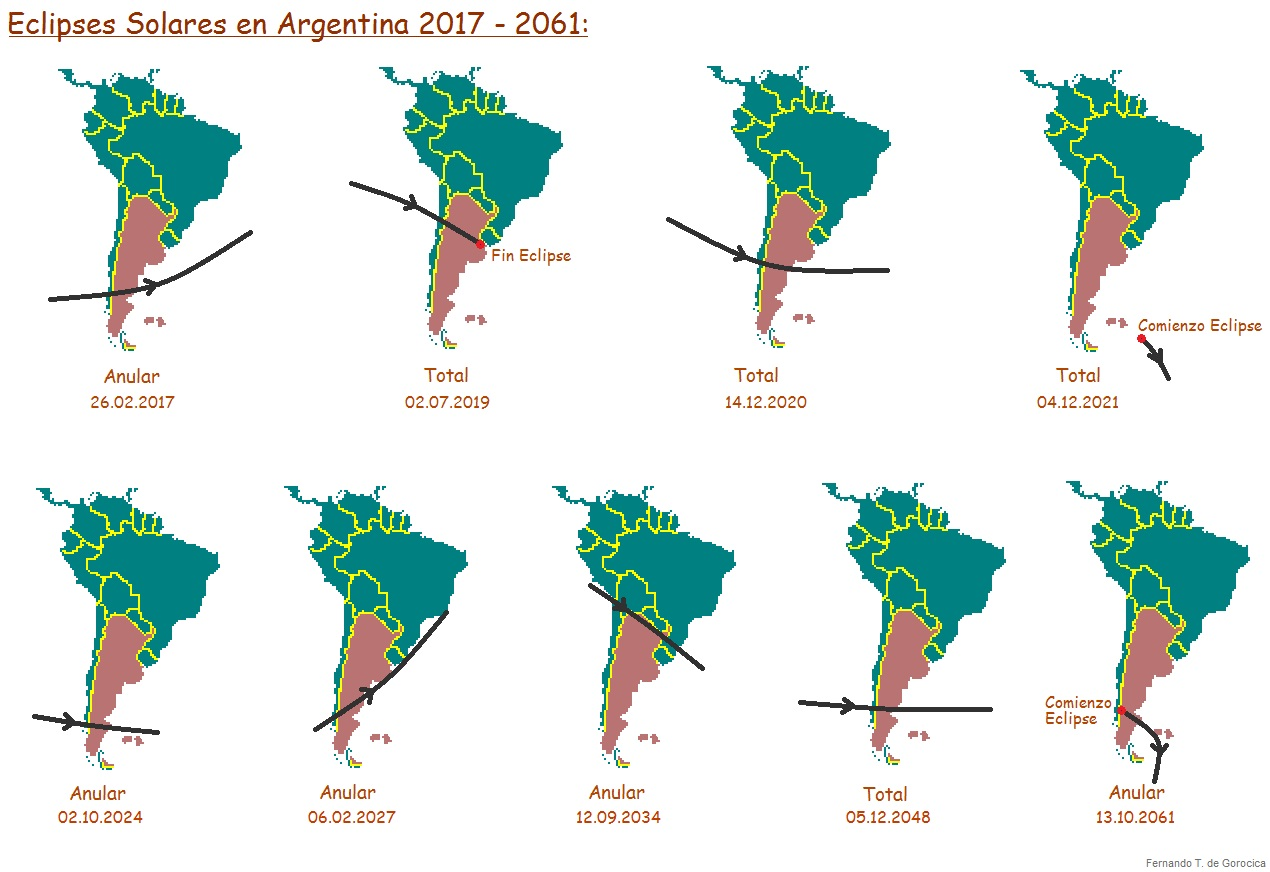
Representação de Eclipse cruzando a América do Sul.

O Eclipse Solar de 5 de dezembro de 2048 será um eclipse que poderá ser visto do Brasil e da América do Sul.